# بارنا أوتشيني
بارنا أوتشيني (8 يونيو 1905 - 16 سبتمبر 1978)، هو كاتب ومؤرخ فني وصحفي إيطالي. وهو والد الممثلة إيلاريا أوتشيني.
ولد بارنا أوتشيني يوم 8 يونيو 1905 بمدينة أريتسو ولد وترعرع في عائلة أرستقراطية، كان ابن السناتور بيير لودوفيكو أوتشيني والسيدة ماريا لويزا تيتامانزي. بعد دراسته الأولية في القانون، فضل أن يكرس نفسه للنشاط الأدبي والصحفي من خلال التعاون مع المجلات الكبرى في البيئة الثقافية التوسكانية في عصره، بما في ذلك «Il Frontespizio»، والتي سيصبح رئيس تحريرها.
في عام 1932 تزوج جيوكوندا بابيني ابنة الكاتب جيوفاني بابيني وأنجب منها ابنته إيلاريا أوتشيني الممثلة المعروفة.